# Campionato mondiale femminile under 20 di calcio 2010
Il Campionato mondiale femminile under 20 di calcio 2010, quinta edizione ufficiale della manifestazione organizzata dalla Fédération Internationale de Football Association (FIFA), si è disputato in Germania dal 13 luglio al 1º agosto 2010. L'evento è ospitato da quattro città: Bochum, Bielefeld, Augusta e Dresda. La squadra campione è stata la nazionale tedesca padrona di casa.

## Stadi
| Augusta Bielefeld Bochum Dresda | Augusta                         | Bielefeld                        | Bochum                        | Dresda                |
| ------------------------------- | ------------------------------- | -------------------------------- | ----------------------------- | --------------------- |
| Augusta Bielefeld Bochum Dresda | FIFA Frauen-WM-Stadion Augsburg | FIFA Frauen-WM-Stadion Bielefeld | FIFA Frauen-WM-Stadion Bochum | Rudolf-Harbig-Stadion |
| Augusta Bielefeld Bochum Dresda | Capienza: 30.120                | Capienza: 27.300                 | Capienza: 31.328              | Capienza: 32.066      |
| Augusta Bielefeld Bochum Dresda |                                 |                                  |                               |                       |

## Squadre qualificate
| Confederazione                            | Torneo di qualificazione                   | Qualificata/e                         |
| ----------------------------------------- | ------------------------------------------ | ------------------------------------- |
| AFC (Asia)                                | Campionato asiatico Under-19 2009          | Corea del Sud Corea del Nord Giappone |
| CAF (Africa)                              | Coppa delle Nazioni Africane Under-20 2010 | Nigeria Ghana                         |
| CONCACAF (Nord, Centro America & Caraibi) | Campionato nordamericano Under-20 2010     | Costa Rica Messico Stati Uniti        |
| CONMEBOL (Sud America)                    | Campionato sudamericano Under-20 2010      | Colombia Brasile                      |
| OFC (Oceania)                             | Campionato oceaniano Under-20 2010         | Nuova Zelanda                         |
| UEFA (Europa)                             | Campionato Europeo Under-19 2010           | Francia Svezia Inghilterra Svizzera   |
| Nazione ospitante                         | Nazione ospitante                          | Germania                              |

## Fase a gironi

### Gruppo A
| Squadra    | P.ti | G | V | P | S | GF | GS | DR |
| ---------- | ---- | - | - | - | - | -- | -- | -- |
| Germania   | 9    | 3 | 3 | 0 | 0 | 11 | 4  | +7 |
| Colombia   | 4    | 3 | 1 | 1 | 1 | 5  | 4  | +1 |
| Francia    | 4    | 3 | 1 | 1 | 1 | 4  | 5  | -1 |
| Costa Rica | 0    | 3 | 0 | 0 | 3 | 2  | 9  | -7 |

| Arbitro: | Hong Eun-Ah |

|                                   |           |                                   |
| Huth 2’ Popp 16’ 53’ Hegering 57’ | Marcatori | 45+1’ Venegas 72’ (rig.) Alvarado |

| Arbitro: | Etsuko Fukano |

|             |           |             |
| Andrade 86’ | Marcatori | 16’ Makanza |

| Arbitro: | Carol Anne Chenard |

|                                  |           |           |
| Popp 21’ Arnold 50’ Hegering 55’ | Marcatori | 82’ Ortiz |

| Arbitro: | Dagmar Damková |

|  |           |                  |
|  | Marcatori | 67’, 83’ Makanza |

| Arbitro: | Alexandra Ihringova |

|             |           |                               |
| Crammer 48’ | Marcatori | 10’ 35’ 60’ Popp 73’ Marozsán |

| Arbitro: | Cristina Dorcioman |

|  |           |                                         |
|  | Marcatori | 24’, 40’ D. Montoya 90+3’ (rig.) Rincón |

### Gruppo B
| Squadra        | P.ti | G | V | P | S | GF | GS | DR |
| -------------- | ---- | - | - | - | - | -- | -- | -- |
| Svezia         | 7    | 3 | 2 | 1 | 0 | 6  | 4  | +2 |
| Corea del Nord | 6    | 3 | 2 | 0 | 1 | 5  | 4  | +1 |
| Brasile        | 4    | 3 | 1 | 1 | 1 | 5  | 3  | +2 |
| Nuova Zelanda  | 0    | 3 | 0 | 0 | 3 | 3  | 8  | -5 |

| Arbitro: | Alexandra Ihringova |

|  |           |                |
|  | Marcatori | 69’ Ho Un-byol |

| Arbitro: | Carol Anne Chenard |

|                    |           |               |
| Göransson 56’, 67’ | Marcatori | 33’ Wilkinson |

| Arbitro: | Hong Eun-Ah |

|                     |           |               |
| Rafaelle 53’ (rig.) | Marcatori | 36’ Göransson |

| Arbitro: | Mercy Tagoe |

|                                         |           |               |
| Yun Hyon-hi 12’ Kim Un-hyang 65’ (rig.) | Marcatori | 90’ Armstrong |

| Arbitro: | Dagmar Damková |

|           |           |                                      |
| White 89’ | Marcatori | 25’ Ludmila 59’ Leah 87’, 90’ Débora |

| Arbitro: | Carol Anne Chenard |

|                                     |           |                                                    |
| Kim Myong-gum 26’ Jon Myong-hwa 62’ | Marcatori | 43’ Jakobsson 52’ Göransson 75’ (aut.) Hyon Un-hui |

### Gruppo C
| Squadra     | P.ti | G | V | P | S | GF | GS | DR |
| ----------- | ---- | - | - | - | - | -- | -- | -- |
| Messico     | 5    | 3 | 1 | 2 | 0 | 5  | 4  | +1 |
| Nigeria     | 5    | 3 | 1 | 2 | 0 | 4  | 3  | +1 |
| Giappone    | 4    | 3 | 1 | 1 | 1 | 7  | 6  | +1 |
| Inghilterra | 1    | 3 | 0 | 1 | 2 | 2  | 5  | -3 |

| Arbitro: | Jenny Palmqvist |

|            |           |                |
| Harrop 45’ | Marcatori | 59’ Oparanozie |

| Arbitro: | Bibiana Steinhaus |

|                                   |           |                                            |
| Cuellar 31’ Corral 41’ Rangel 45’ | Marcatori | 19’ Takase 64’ (aut.) Cuellar 88’ Iwabuchi |

| Arbitro: | Silvia Reyes |

|  |           |             |
|  | Marcatori | 62’ Cuellar |

| Arbitro: | Cristina Dorcioman |

|                             |           |              |
| Okoronkwo 6’ Oparanozie 17’ | Marcatori | 62’ Iwabuchi |

| Arbitro: | Mercy Tagoe |

|                                     |           |                   |
| Nakajima 20’ (h) Kishikawa 74’, 78’ | Marcatori | 83’ (rig.) Duggan |

| Arbitro: | Christina Pedersen |

|          |           |                  |
| Orji 16’ | Marcatori | 77’ Garciamendez |

### Gruppo D
| Squadra       | P.ti | G | V | P | S | GF | GS | DR  |
| ------------- | ---- | - | - | - | - | -- | -- | --- |
| Stati Uniti   | 7    | 3 | 2 | 1 | 0 | 7  | 1  | +6  |
| Corea del Sud | 6    | 3 | 2 | 0 | 1 | 8  | 3  | +5  |
| Ghana         | 4    | 3 | 1 | 1 | 1 | 5  | 5  | 0   |
| Svizzera      | 0    | 3 | 0 | 0 | 3 | 0  | 11 | -11 |

| Arbitro: | Dagmar Damková |

|            |           |           |
| Leroux 70’ | Marcatori | 7’ Cudjoe |

| Arbitro: | Silvia Reyes |

|  |           |                                            |
|  | Marcatori | 34’, 52’, 64’ Ji So-yun 42’ Lee Hyun-young |

| Arbitro: | Etsuko Fukano |

|                                               |           |  |
| K. Mewis 4’ Leroux 23’, 52’, 76’ Bywaters 25’ | Marcatori |  |

| Arbitro: | Christina Pedersen |

|                        |           |                                                    |
| Afriyie 28’ Cudjoe 56’ | Marcatori | 41’, 87’ Ji So-yun 62’ Kim Narae 70’ Kim Jin-young |

| Arbitro: | Bibiana Steinhaus |

|  |           |            |
|  | Marcatori | 21’ Leroux |

| Arbitro: | Hong Eun-Ah |

|                     |           |  |
| Addo 31’ Cudjoe 42’ | Marcatori |  |

## Fase finale

### Tabellone
|  | Quarti di finale      | Quarti di finale      |                       |          | Semifinali                | Semifinali                |  |  | Finale                | Finale |
|  |                       |                       |                       |          |                           |                           |  |  |                       |        |
|  | 24 luglio - Bochum    |                       |                       |          |                           |                           |  |  |                       |        |
|  |                       |                       |                       |          |                           |                           |  |  |                       |        |
|  | Germania              | 2                     |                       |          |                           |                           |  |  |                       |        |
|  | Germania              | 2                     | 29 luglio - Bochum    |          |                           |                           |  |  |                       |        |
|  | Corea del Nord        | 0                     |                       |          |                           |                           |  |  |                       |        |
|  | Corea del Nord        | 0                     | Germania              | 5        |                           |                           |  |  |                       |        |
|  | 25 luglio - Dresda    |                       | Germania              | 5        |                           |                           |  |  |                       |        |
|  |                       | Corea del Sud         | 1                     |          |                           |                           |  |  |                       |        |
|  | Messico               | Corea del Sud         | 1                     | 1        |                           |                           |  |  |                       |        |
|  | Messico               |                       | 1º agosto - Bielefeld | 1        |                           |                           |  |  |                       |        |
|  | Corea del Sud         | 3                     |                       |          |                           |                           |  |  |                       |        |
|  | Corea del Sud         | 3                     | Germania              | 2        |                           |                           |  |  |                       |        |
|  | 24 luglio - Bielefeld |                       | Germania              | 2        |                           |                           |  |  |                       |        |
|  |                       | Nigeria               | 0                     |          |                           |                           |  |  |                       |        |
|  | Svezia                | Nigeria               | 0                     | 0        |                           |                           |  |  |                       |        |
|  | Svezia                | 29 luglio - Bielefeld |                       | 0        |                           |                           |  |  |                       |        |
|  | Colombia              | 2                     |                       |          |                           |                           |  |  |                       |        |
|  | Colombia              | 2                     | Colombia              | 0        | Finale per il terzo posto | Finale per il terzo posto |  |  |                       |        |
|  | 25 luglio - Augusta   |                       | Colombia              | 0        | Finale per il terzo posto | Finale per il terzo posto |  |  |                       |        |
|  |                       | Nigeria               | 1                     |          |                           |                           |  |  |                       |        |
|  | Stati Uniti           | Nigeria               | 1                     | 2        | Corea del Sud             | 1                         |  |  |                       |        |
|  | Stati Uniti           |                       |                       | 2        | Corea del Sud             | 1                         |  |  |                       |        |
|  | Nigeria               | 4                     |                       | Colombia | 0                         |                           |  |  |                       |        |
|  | Nigeria               | 4                     |                       |          | 0                         |                           |  |  |                       |        |
|  |                       |                       |                       |          |                           |                           |  |  | 1º agosto - Bielefeld |        |
|  |                       |                       |                       |          |                           |                           |  |  |                       |        |

### Quarti di finale
| Arbitro: | Silvia Reyes |

|                     |           |  |
| Popp 43’ Arnold 69’ | Marcatori |  |

| Arbitro: | Hong Eun-Ah |

|  |           |                      |
|  | Marcatori | 11’ Rincón 22’ Ariza |

| Arbitro: | Dagmar Damková |

|           |           |                                       |
| Junco 83’ | Marcatori | 14’, 67’ Lee Hyun-young 28’ Ji So-yun |

| Arbitro: | Alexandra Ihringova |

|                            |                      |                                 |
| Brooks 9’                  | Marcatori            | 79’ Ukaonu                      |
| Nairn Pathman Mewis Leroux | Tiri di rigore 2 – 4 | Jegede Ukaonu Sunday Oparanozie |

### Semifinali
| Arbitro: | Silvia Reyes |

|                                    |           |               |
| Huth 13’ Kulig 53’ Popp 67’ (rig.) | Marcatori | 64’ Ji So-yun |

| Arbitro: | Christina Pedersen |

|  |           |         |
|  | Marcatori | 2’ Orji |

### Match per il terzo posto
| Arbitro: | Bibiana Steinhaus |

|               |           |  |
| Ji So-yun 49’ | Marcatori |  |

### Finale
| Arbitro: | Carol Anne Chenard |

|                            |           |  |
| Popp 8’ Ohale 90+2’ (aut.) | Marcatori |  |

## Classifica marcatori
| Gol |  |  | Giocatore         | Squadra       |
| --- |  |  | ----------------- | ------------- |
| 10  |  |  | Alexandra Popp    | Germania      |
| 8   |  |  | Ji So-yun         | Corea del Sud |
| 5   |  |  | Sydney Leroux     | Stati Uniti   |
| 4   |  |  | Antonia Göransson | Svezia        |
| 3   |  |  | Marina Makanza    | Francia       |
| 3   |  |  | Elizabeth Cudjoe  | Ghana         |
| 3   |  |  | Lee Hyun-young    | Corea del Sud |

## Premi
Al termine del torneo sono stati assegnati questi premi:
| Pallone d'oro         | Pallone d'argento | Pallone di bronzo |
| --------------------- | ----------------- | ----------------- |
| Alexandra Popp        | Ji So-yun         | Kim Kulig         |
| Scarpa d'oro          | Scarpa d'argento  | Scarpa di bronzo  |
| Alexandra Popp        | Ji So-yun         | Sydney Leroux     |
| 10 goal               | 8 goal            | 5 goal            |
| Guanto d'oro          |                   |                   |
| Bianca Henninger      |                   |                   |
| Premio Fair Play FIFA |                   |                   |
| Corea del Sud         |                   |                   |